# Károly Lechner
Károly Lechner (ur. 21 marca 1850 w Peszcie, zm. 19 stycznia 1922 w Budapeszcie) – węgierski lekarz psychiatra. Od 1921 członek korespondent Węgierskiej Akademii Nauk. Jego braćmi byli prawnik, pisarz i malarz Gyula Lechner oraz architekt Ödön Lechner.